# Oreocnide intermedia
Oreocnide intermedia är en nässelväxtart som först beskrevs av Sumihiko Hatusima, och fick sitt nu gällande namn av Yoichi Tateishi. Oreocnide intermedia ingår i släktet Oreocnide och familjen nässelväxter. Inga underarter finns listade i Catalogue of Life.